# Chaetozone columbiana
Chaetozone columbiana är en ringmaskart som beskrevs av Blake in Blake, Hilbig och Scott 1996. Chaetozone columbiana ingår i släktet Chaetozone och familjen Cirratulidae.
Artens utbredningsområde är Mexikanska golfen. Inga underarter finns listade i Catalogue of Life.